# 内倉浩昭
内倉 浩昭（うちくら ひろあき、1965年〈昭和40年〉1月11日 - ）は、日本の航空自衛官。第37代航空幕僚長。第8代統合幕僚長。鹿児島県出身。

## 略歴

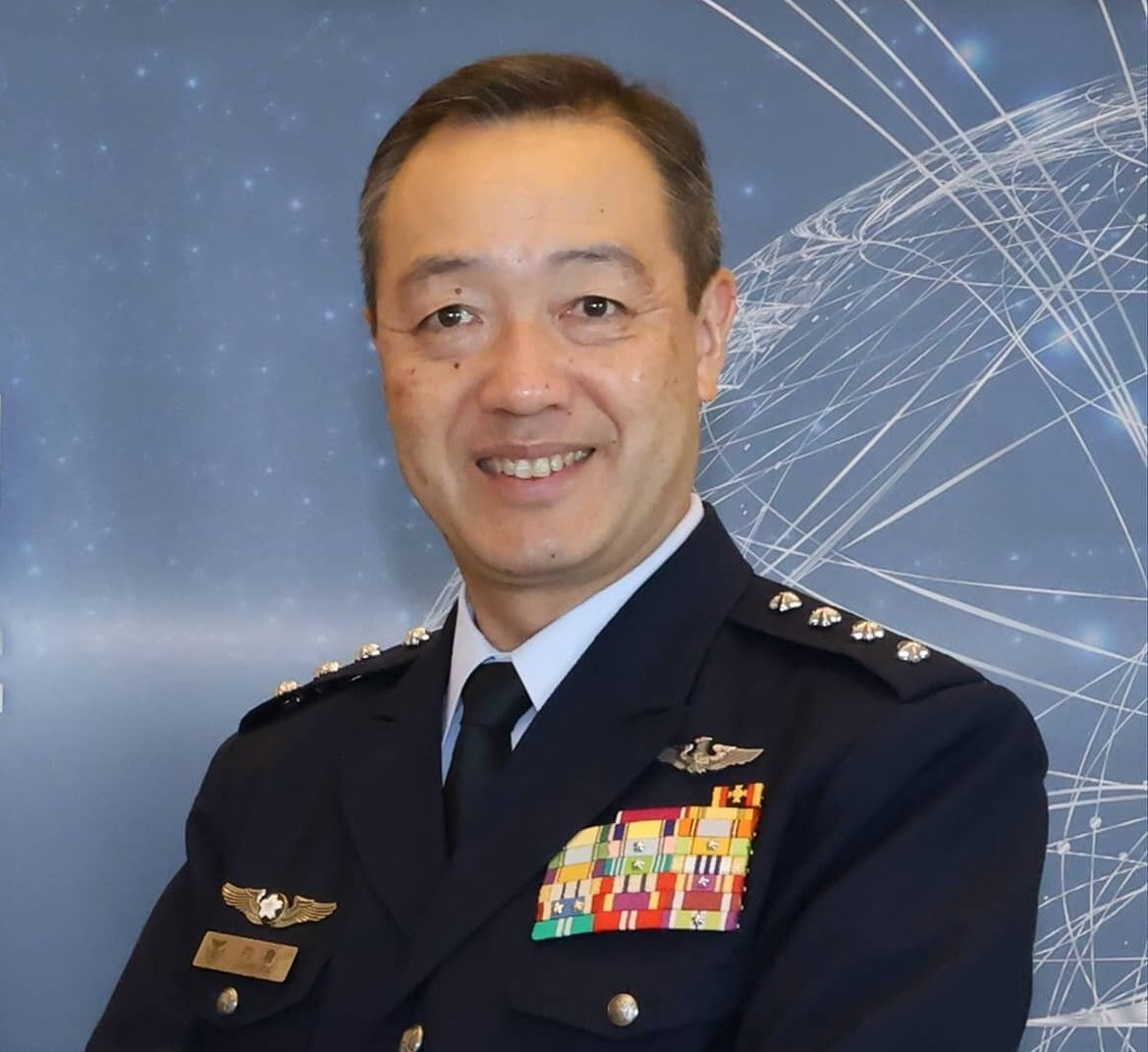
航空幕僚長時代の内倉空将

鹿児島県垂水市生まれ。1983年（昭和58年）、鹿児島県立鹿屋高等学校卒業。1987年（昭和62年）3月、防衛大学校（第31期）を卒業後、航空自衛隊に入隊。入隊後は、F-15戦闘機のパイロットとして活躍後、航空幕僚監部で防衛班長、防衛課長、防衛部長と主に防衛畑で勤務し、航空幕僚副長、第49代航空総隊司令官を経て、2023年（令和5年）3月22日の閣議において、3月30日付をもって航空幕僚長に任命する旨の人事が了承・発令された。2025年（令和7年）7月15日の閣議において、8月1日をもって第8代統合幕僚長に任命する旨の人事が了承・発令された。航空自衛隊出身の統合幕僚長は11年ぶり。
8月1日、統合幕僚長の着任式に臨み、「一層のスピード感を持って、防衛力の抜本的強化を推し進めなければいけない」と隊員に訓示した。

## 年譜
- 1987年（昭和62年）3月：防衛大学校卒業（第31期）、航空自衛隊に入隊
- 2001年（平成13年）7月：2等空佐
- 2003年（平成15年）12月：第6航空団
- 2006年（平成18年）
  - 1月1日：1等空佐
  - 3月：航空幕僚監部防衛部
- 2007年（平成19年）8月：航空自衛隊幹部学校付
- 2008年（平成20年）8月：航空幕僚監部防衛部防衛課防衛班長
- 2009年（平成21年）12月：航空幕僚監部防衛部防衛課付
- 2010年（平成22年）7月：航空幕僚監部防衛部防衛課長
- 2012年（平成24年）
  - 7月：空将補昇任
  - 12月4日：第5航空団司令 兼 新田原基地司令
- 2014年（平成26年）8月4日：航空総隊司令部防衛部長
- 2015年（平成27年）8月4日：統合幕僚監部防衛計画部副部長
- 2016年（平成28年）7月1日：航空幕僚監部防衛部長
- 2018年（平成30年）8月1日：空将昇任、防衛装備庁長官官房装備官
- 2019年（令和元年）12月20日：第47代 航空幕僚副長
- 2020年（令和02年）8月25日：第49代 航空総隊司令官に就任
- 2023年（令和05年）3月30日：第37代 航空幕僚長に就任
- 2025年（令和07年）8月1日：第8代 統合幕僚長に就任